# L'asino d'oro: processo per fatti strani contro Lucius Apuleius cittadino romano
L'asino d'oro: processo per fatti strani contro Lucius Apuleius cittadino romano è un film del 1970 diretto da Sergio Spina.
Il film, ispirato alle Metamorfosi di Apuleio, appartiene al filone "decamerotico".

## Trama
Nell'antica Mauretania, il giovane romano Lucius Apuleius e l'amico Aristomene incappano in una serie di disavventure a causa degli esperimenti di trasformazione di una fattucchiera, che portano Lucius a comportarsi da uomo mentre ha le sembianze di un asino e da asino quando ritorna uomo.